# Sympleks (telekomunikacja)

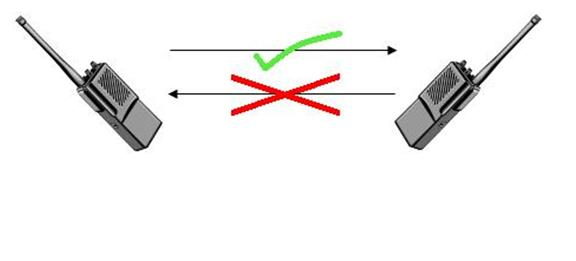
Transmisja typu simpleks

Simpleks (ang. simplex) – połączenie, w którym transmisja odbywa się jednostronnie z nadajnika do odbiornika. Stosowany w prostych sieciach radiotelefonicznych do wymiany informacji na jednym kanale bez konieczności pośrednictwa stacji retransmisyjnych w tzw. trybie DMO – łączności bezpośredniej. 
Przełącznik jest mechaniczny (nie ma rozróżnienia częstotliwościowego), w stanie spoczynku nastawiony na odbiór – blokuje nadawanie. Przykładowymi urządzeniami korzystającymi z tego typu transmisji są:
- komercyjne radio i telewizja (jednak nie telewizja hybrydowa),
- systemy otwierania bram i drzwi,
- bezprzewodowe mikrofony,
- modele zdalnie sterowane,
- pagery,
- myszy komputerowe,
- transmisja multicast przez Internet,
- nawigacje satelitarne np. GPS (dotyczy komunikacji między urządzeniem a satelitami),
- telemetria,
- drukarki korzystające z portu Centronics w trybie SPP.